# Okres Čarch
Okres Čarch (paštunsky څرخ ولسوالۍ,ولسوالی چرخ‎) je okres na jihu provincie Lógar v Afghánistánu. Sousedí na jihozápadě s provincií Ghazní a na jihovýchodě s provincií Paktíja. Jeho správním střediskem je vesnice Čarch. Jedná se o hornatý okres s nízkou úrovní silničních komunikací, kde bývají během zimních měsíců některé vesnice dočasně odříznuty od světa. K roku 2019 měl okres bezmála padesát tisíc obyvatel hovořících afghánskou perštinou a paštštinou.
V rámci války v Afghánistánu se na práci v okrese Čarch podílel i český Provinční rekonstrukční tým Lógar. Postavil zde policejní pozorovací stanoviště a dokončil stavbu dívčí školy.